# Mecynostomidae
Famille
Les Mecynostomidae sont une famille de l'embranchement des Acoela.

## Liste desgenres
- Eumecynostomum Faubel & Regier, 1983
- Limnoposthia Faubel & Kolasa, 1978
- Mecynostomum Beneden, 1870
- Neomecynostomum Faubel & Regier, 1983
- Paedomecynostomum Dorjes, 1968
- Paramecynostomum Dorjes, 1968
- Philomecynostomum Dorjes, 1968
- Postmecynostomum Dorjes, 1968
- Pseudmecynostomum Dorjes, 1968
- Stylomecynostomum Hooge & Tyler, 2003

## Référence
- Dörjes, 1968 : Die Acoela (Turbellaria) der deutschen Nordseeküste und ein neues System der Ordnung. Zeitschrift für Zoologische Systematik und Evolutionsforschung 6 pp.56-452.